# Kościół Matki Boskiej Bolesnej w Cielu
Kościół Matki Boskiej Bolesnej w Cielu – kościół położony we wsi Ciele, którego patronem jest Matka Boska Bolesna.

## Położenie
Kościół znajduje się przy ul. Kościelnej 1 we wsi Ciele, gmina Białe Błota, powiat bydgoski, w odległości kilkudziesięciu metrów od drogi ekspresowej S5/S10 między węzłami Stryszek i Białe Błota.

## Historia
W 1867 utworzono gminę ewangelicką w Cielu, która objęła wsie: Ciele, Białe Błota, Kruszyn Krajeński, Lipniki, Murowaniec, Prądki i Zielonka. Ewangelicy stanowili wówczas przytłaczającą większość mieszkańców tego rejonu. W latach 1880–1881 wzniesiono w Cielu pastorówkę, obecnie mieszczącą plebanię, wraz z przyległymi budynkami gospodarczymi. W 1892 przystąpiono do budowy świątyni, która trwała do końca 1893. Obiekt był jedną z kilkudziesięciu budowli sakralnych, jakie powstały przy pomocy Pruskiej Komisji Osadniczej dla Poznańskiego i Prus Zachodnich. Uroczystość przekazania świątyni wiernym odbyła się 20 grudnia 1893 pod przewodnictwem generalnego superintendenta Johanna Hesekiela z Poznania. Zbór wybudowano według projektu nieustalonego architekta, w stylu neogotyckim, popularnie stosowanym w ówczesnej niemieckiej architekturze sakralnej.
W okresie II Rzeczypospolitej kościół był we władaniu parafii liczącej 1212 wiernych i należącej do superintendentury Bydgoszcz II Ewangelickiego Kościoła Unijnego.
W 1945 gmina ewangelicka przestała istnieć. Władze państwowe przekazały świątynię katolikom. 24 sierpnia 1946 kard. August Hlond erygował parafię w Cielu wydzieloną z parafii Świętej Trójcy w Bydgoszczy, która obejmowała: Białe Błota, Ciele, Kruszyn Krajeński, Lipniki, Prądki, Trzciniec i Zielonkę. Dawny zbór w Cielu został uroczyście poświęcony i począł pełnić funkcję rzymskokatolickiego kościoła parafialnego pod wezwaniem Matki Boskiej Bolesnej.

## Architektura
Kościół wzniesiono na planie prostokąta z wieżą od frontu, w której znajduje się klatka schodowa wiodąca na emporę i chór muzyczny. W przyziemiu wieży mieści się kruchta. Prezbiterium nakryte jest sklepieniem krzyżowo-żebrowym z przyległą od południa zakrystią. Zdobią je zachowane z pierwotnego wystroju zboru trzy witraże, wykonane przez Ferdynanda Müllera z Quedlinburga. W witrażu głównym przedstawiono scenę Ukrzyżowania z Matką Boską i św. Janem Ewangelistą, natomiast w bocznych witrażach umieszczono medaliony z popiersiami apostołów: św. Piotra i św. Pawła. W wieży znajdują się trzy dzwony ufundowane w 1927 w miejsce pierwotnych, przetopionych na cele wojenne podczas I wojny światowej.